# Notocixius fulvicollis
Notocixius fulvicollis är en insektsart som först beskrevs av Maximilian Spinola 1852.  Notocixius fulvicollis ingår i släktet Notocixius och familjen kilstritar. Inga underarter finns listade i Catalogue of Life.